# Bibersberg
Der Bibersberg ist in der inneren Fichtelgebirgshochfläche ein bewaldeter Granitberg mit einer Höhe von 597 m ü. NN. Er liegt östlich der Stadt Marktleuthen im Landkreis Wunsiedel im Fichtelgebirge (Bayern). 

## Geologie
In zwei aufgelassenen Steinbrüchen am Westhang wurde einst Porphyrgranit (G1) abgebaut. Sie gehören zu den geschützten Geotopen. Der Bibersbach bildet dort ein Engtal mit Granit-Felsformationen, eine davon wird Königssitz genannt.

## Touristische Erschließung
Am Nordhang des Berges liegt das Marktleuthener Haus (50° 7′ 28″ N, 12° 1′ 12,3″ O), ein ehemaliges Wanderheim des Fichtelgebirgsvereins, Ortsgruppe Marktleuthen, welches sich seit 2020 in Privatbesitz befindet. Rundwanderwege erschließen die Landschaft, dort beginnt auch ein Zuweg zum Fränkischen Gebirgsweg.